# Pfarrkirche Heiligenberg

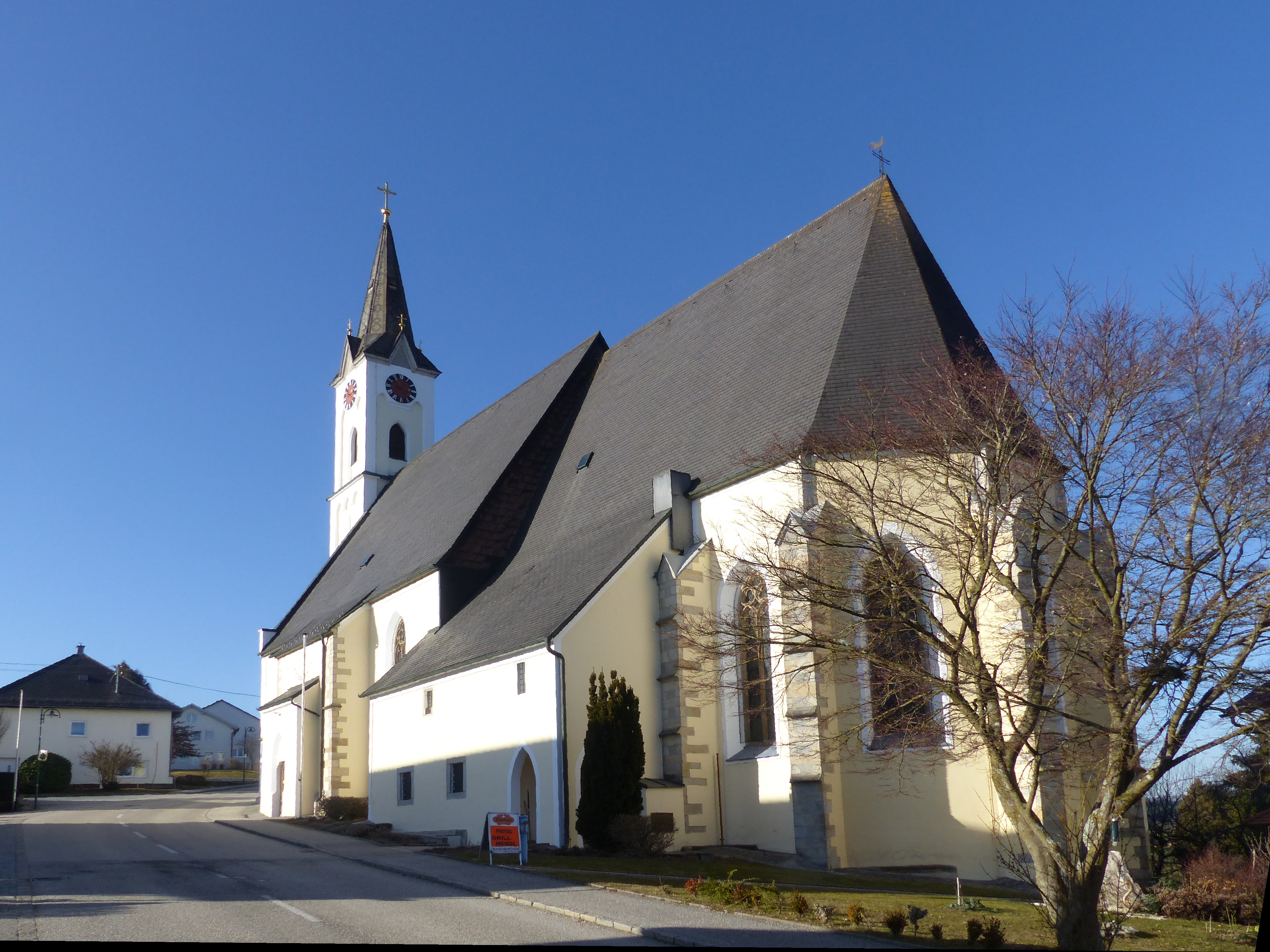
Kath. Pfarrkirche Hl. Dreifaltigkeit in Heiligenberg

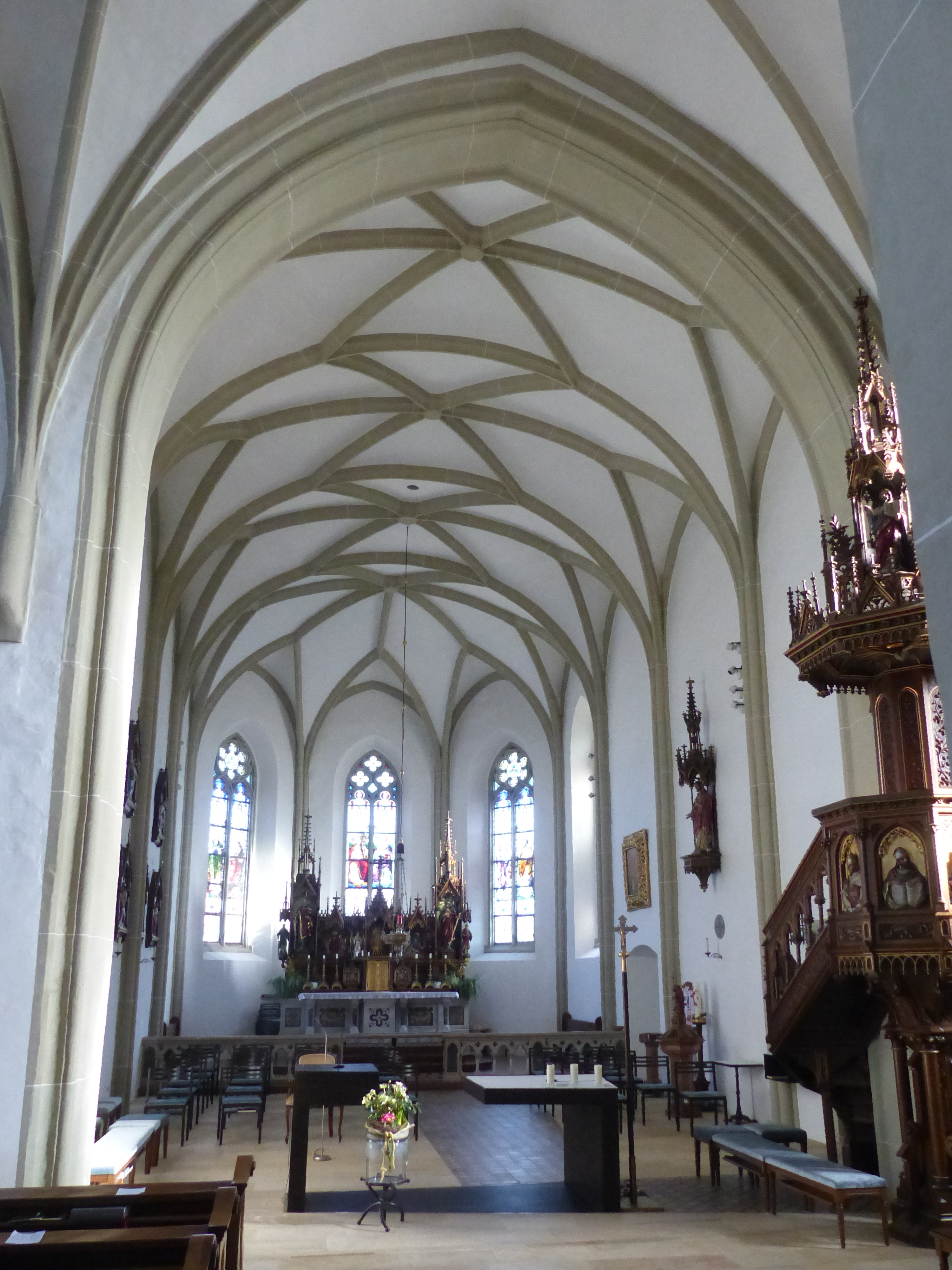
Ansicht zum Altar

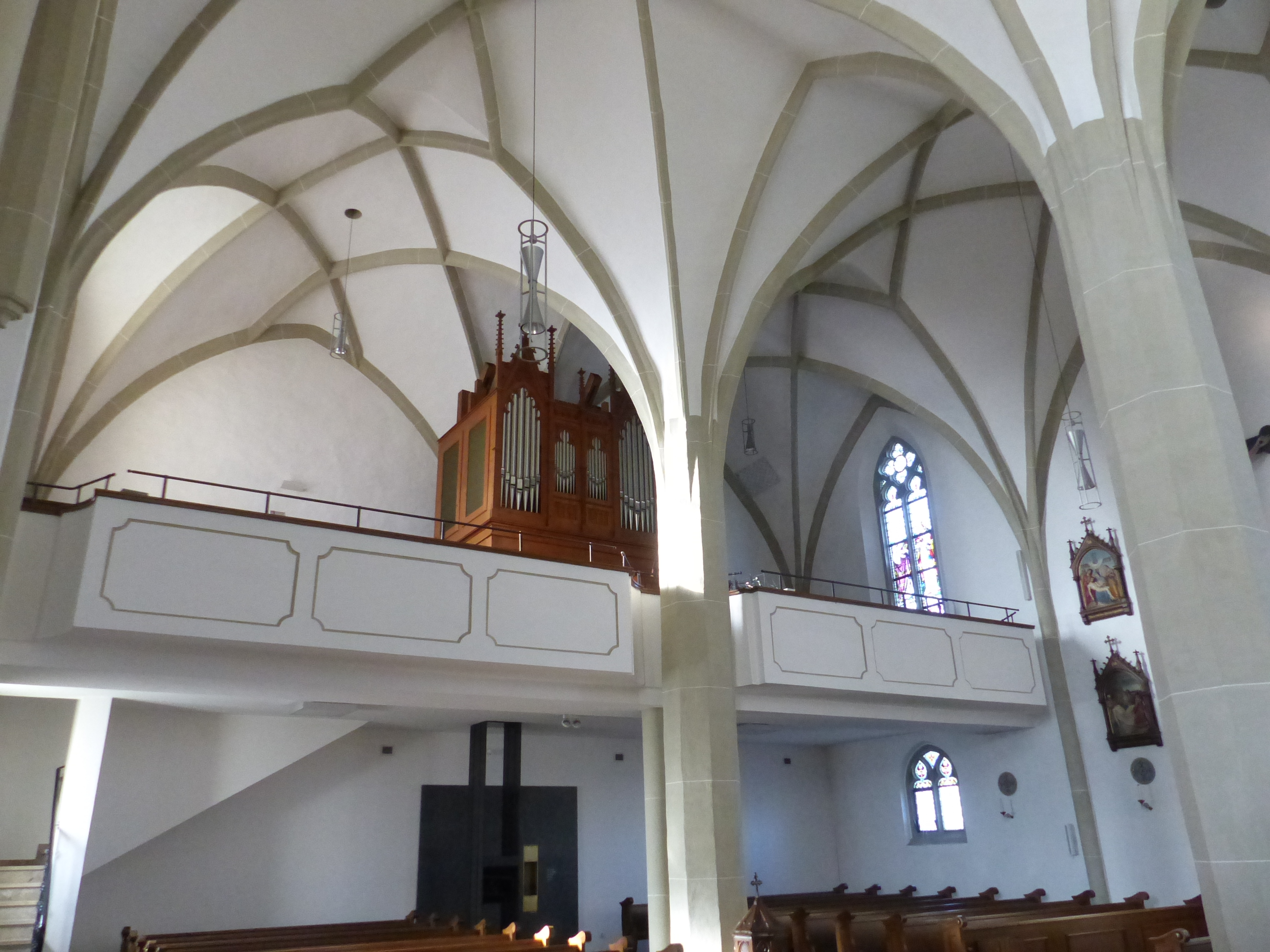
Empore mit der Kirchenorgel

Die römisch-katholische Pfarrkirche Heiligenberg steht in der Gemeinde Heiligenberg im Bezirk Grieskirchen in Oberösterreich. Die auf die Heilige Dreifaltigkeit geweihte Kirche gehört zum Dekanat Peuerbach in der Diözese Linz. Die Kirche steht unter Denkmalschutz.

## Architektur
Die zweischiffige spätgotische Hallenkirche steht über einem ehemaligen Wallfahrtsbrunnen. Der zweischiffige Kirchenbau ist damit baugleich mit der Pfarrkirche Michaelnbach. An das dreijochige netzrippengewölbte Langhaus schließt ein eingezogener langgestreckter dreijochiger netzrippengewölbter Chor mit einem Fünfachtelschluss an. Der Westturm trägt einen neuen Spitzhelm.

## Ausstattung
Die Einrichtung ist neugotisch. Das Kruzifix am Fronbogen ist aus dem zweiten Viertel des 18. Jahrhunderts.
Zwei Glocken wurden 1479 gegossen.